# Batalha da Porta Colina (82 a.C.)
A Batalha da Porta Colina, travada em novembro de 82 a.C., foi a última batalha da guerra civil entre os optimates, liderados por Lúcio Cornélio Sula, e os populares. Sula venceu e assegurou o comando de Roma e da Itália. A única fonte para esta batalha é Apiano.

## Contexto
Depois da deserção dos gauleses para a facção de Sula e a derrota dos populares para Marco Terêncio Varrão Lúculo na Batalha de Fidência, Cneu Papírio Carbão, líder dos populares no norte da Itália, fugiu para a África. Seus principais legados, Caio Carrinas e Caio Márcio Censorino, tentaram forçar caminho através do exército de Sula com a ajuda dos samnitas, mas foram derrotados.

## Batalha
Os sobreviventes se juntaram a Lúcio Júnio Bruto Damásipo e marcharam para Roma, acampando do lado de fora da Muralha Serviana perto da Porta Colina. A guarnição da porta imediatamente fechou o rastrilho (a pesada grade de metal que fecha a porta) quando viram as forças optimates correndo para entrar na cidade, condenando à morte soldados e vários senadores. Os sobreviventes se viraram enfrentaram os populares numa batalha que entrou noite adentro. Caio Carrinas, um general dos populares, e Pôncio Telesino, líder dos samnitas, foram mortos e seus acampamentos foram capturados. Depois de um sangrento combate, os populares foram postos em fuga. O número de mortos chegou a 50 000 e outros 8 000 foram feitos prisioneiros. Os samnitas foram imediatamente executados na Vila Pública, mas Márcio Censorino, Carrinas e Marco Lampônio, líder dos lucanos, fugiram. Os dois primeiros foram capturados e levados até Sula, que ordenou que fossem executados. Um legado de Sula, Quinto Lucrécio Ofela, foi enviado até Preneste com suas cabeças para mostrar a Mário, cercado na cidade desde o começo do ano, que seus amigos haviam sido derrotados. Segundo Veleio Patérculo, Sula ordenou que a cabeça de Telesino fosse levada até Preneste fincada numa lança e não menciona nem Márcio e nem Carrinas.
O jovem Marco Licínio Crasso ganhou um grande renome graças à habilidade com que conduziu suas tropas durante esta batalha.

## Consequências
A população de Preneste, sabendo que o exército popular havia sido derrotado e que Sula controlava a Itália, se rendeu. Mário se escondeu num túnel e acabou se matando. Sua cabeça foi cortada e exibida na rostra do Fórum Romano. A maioria dos senadores aliados de Mário foram assassinados por Sula assim que Preneste caiu e o restante foi preso. Os habitantes da cidade foram divididos em romanos, samnitas e prenestinos. O arauto de Sula declarou que eles mereciam a morte, mas que estavam perdoados. Nos outros dois grupos, todos os homens foram executados. Norba Cesarina, que continuava cercada, foi tomada depois de uma traição. Os habitantes, sabendo do destino dos homens em Preneste, preferiam se enforcar ou se lançaram sobre suas espadas. Os sobreviventes atearam fogo à cidade antes de entregá-la.

## References
- Apiano (1996). Guerras Civis. Col: Penguin Classics (em inglês). I New Edition ed. [S.l.: s.n.] ISBN 978-0140445091